# ニシノフラワー
ニシノフラワー（欧字名:Nishino Flower、1989年4月19日 - 2020年2月5日）は、日本の競走馬、繁殖牝馬。アメリカ合衆国からの持込馬である。
1991年のJRA賞最優秀3歳牝馬、1992年のJRA賞最優秀4歳牝馬及び最優秀スプリンターである。

## 概要
1989年4月19日、北海道鵡川町の西山牧場で生産された牝馬である。父マジェスティックライト、母デュプリシト、母父ダンジグ、そして母系は、サーゲイロード、セクレタリアトなどと同じだった。
オーナーブリーダーの西山牧場は、自家生産馬を大量生産、大量出走させながら、これといった大物がいなかった。そこで設備投資や人材の入れ替え、血統更新を実行していた。その改革の一環で輸入されて、西山牧場で生まれていた。栗東トレーニングセンターの松田正弘厩舎に入厩した。
3歳、1991年夏に札幌競馬場でデビューし初勝利を挙げ、続く札幌3歳ステークス（GIII）も優勝し、重賞初勝利。本州に戻って秋のデイリー杯3歳ステークス（GII）、そして阪神3歳牝馬ステークス（GI）も優勝。4連勝でGI戴冠を果たし、騎乗した佐藤正雄や、松田、西山牧場にGI初勝利をもたらした。
続いて4歳、1992年は本命視されて牝馬クラシックに参戦。前哨戦のチューリップ賞（OP）で不利など重なり、アドラーブルに敗れる2着となり、初敗戦を喫したが、佐藤が降板し河内洋と臨んだ本番の桜花賞（GI）でアドラーブルらを突き放して優勝。西山牧場にクラシック初優勝をもたらした。
同年秋には、スプリンターズステークス（GI）で年上古馬に挑戦。直線コースを大外から追い込み、抜け出していたヤマニンゼファーを寸前で差し切る逆転優勝を成し遂げ、GI昇格後初めてとなる4歳牝馬による優勝を果たした。翌5歳、1993年も出走を重ね、マイラーズカップ（GII）を優勝するなどして引退。通算成績16戦7勝、約4億7000万円を稼ぎ出した。
引退後は、西山牧場に戻って繁殖牝馬となり、重賞2着のニシノマナムスメ（父:アグネスタキオン）や、同じ西山所有馬セイウンスカイ産駒のニシノミライなどを生産。ニシノミライから血は継承され、2022年中山大障害（J-GI）を優勝したニシノデイジーの曾祖母にもなった。

## デビューまで

### 誕生までの経緯

#### 西山牧場
西山牧場は、北海道勇払郡鵡川町にあった競走馬生産牧場である。1966年に、冠名「シロー」などを用いる馬主の西山正行が開業し、オーナーブリーダーを始めていた。日本一の面積を抱えて開業直後から急速に拡大し、三桁の繁殖牝馬を抱える大規模生産のもと運営されていた。1973年には、同じように大規模生産を行い、毎年のようにリーディングブリーダーの社台ファームを上回ったこともあった。リーディング奪取は一時的だったが、社台ファームに次ぐ勢力だった。
オーナーブリーダーゆえに、自ら生産した馬――例えば牝馬は引退後、里帰りさせて繁殖牝馬にしていた。そしてその牝馬の交配相手として、外国からの種牡馬の導入にも積極的に取り組んでいた。この2つの行動が重なると、やがて牧場の抱える血統が似た構成になっていた。独りよがりなオーナーブリーダーは、避けて通れない問題だった。外国から連れてきた期待の種牡馬を妄信して、牧場の繁殖牝馬に片っ端から交配させたためだった。牧場独自の血統の量産は、当てれば大きな強みになるが、外れれば揃って失敗する危険も孕んでいた。
翻って、競馬ファンからすれば、異端の血統を持つ存在は歓迎された。西山の所有馬は高配当を運んでくる印象が強かった。しばらくの間所有したカブトシローが、1967年天皇賞（秋）を8番人気で制するなどしていた。このため西山牧場の生産馬も、その印象を引き継ぎ、時折とんでもない大穴馬券をもたらすファンに夢を与える存在、あるいは梶山隆平によれば「『穴馬製造牧場』などの陰口を耳にする」ような存在だった。
大量生産、大量出走の西山牧場において、大物は稀に出現したが、GIタイトル獲得はできなかった。生産馬キョウエイグリーンやサクライワイは、スプリンターズステークスや安田記念も制していたが、いずれも1970年代でグレード制導入前の出来事だった。またニシノライデン（父:ダイコーター）は、1987年天皇賞（春）にて優勝寸前で斜行して失格となった。さらに正行の息子で後の後継者となる西山茂行が「絶対ダービーを取れる」と感じたニシノバルカン（父:ホウシュウエイト）は、1984年阪神3歳ステークスで1番人気に推されながら、レース中に骨折して競走中止、安楽死となっていた。このようにGIタイトルには縁がなかった。そう足踏みをしている間に、生産馬の成績が悪化する。そしてやがて重賞タイトルすら遠い存在になり果てていた。大レースで主役を張れるような大物も送り出せなくなり、アイアンシローが12番人気で制した1988年金杯（東）を最後に、数年間重賞優勝から見放されるようになった。

#### デュプリシト
そんな頃、西山茂行が牧場改革に着手する。育成段階の強化に乗り出し、新しい育成牧場を建設したり、先進的な獣医師を雇い入れたりしていた。さらに生産段階においても、交配する種牡馬の選定に明確な基準を設けるようになり、外部の牧場の種牡馬にも交配するようになった。そして繋養する繁殖牝馬の入れ替えにも取り組み、血統の更新に努めた。
その一環として、約2億円の予算をつぎ込み、アメリカ合衆国のケンタッキーの繁殖牝馬セールにて受胎済みの4頭を手に入れていた。そのうちの1頭がデュプリシト（後のニシノフラワーの母）だった。デュプリシトは、既にマジェスティックライトとの仔（後のニシノフラワー）を孕んでいた。その4頭は、1988年秋の輸入を予定していたが、後にバブルとなる好景気の影響で繁殖牝馬の輸入が立て込んでおり、成田国際空港の検疫所が詰まっていた。このため遅れに遅れ、1989年2月の輸入となる。牧場では、隔離厩舎を設けるなどして、デュプリシトらを万全な状態で迎え入れていた。
デュプリシトは、アメリカで生産された父ダンジグの牝馬である。競走馬とならないままに繁殖牝馬となっていた、自ら優れた成績を残すことは叶わなかったが、良血馬だった。父ダンジグは、ノーザンダンサーの仔であり、北アメリカのリーディングサイアーだった。またアメリカの名牝系に属しており、曾祖母のサムシングロイヤルは、サーゲイロード、ファーストファミリー、シリアンシー、セクレタリアトの母として知られていた。
そして交配されたマジェスティックライトは、アメリカで生産された父マジェスティックプリンスの牡馬だった。競走馬として、1977年のマンノウォーステークスやハスケルハンデキャップなどG1級競走4勝を挙げ、31戦11勝という成績を残した。種牡馬としても活躍し、フランスオークスやサンタラリ賞を制したラコヴィア、CCAオークスやケンタッキーオークスを制したライトライトなど世界各地でG1級競走優勝産駒を数多く輩出していた。マジェスティックライトの父系は、レイズアネイティヴ系、さらに遡ってネイティヴダンサー系だった。
この当時の世界は、ネアルコ系から分岐したナスルーラ系とノーザンダンサー系が拡大して主流となっていた。対してネイティヴダンサー系は、傍流に過ぎなかったが、アメリカでは、1970年代にミスタープロスペクターやアリダーといった大種牡馬が誕生し、徐々に失地回復を果たしていた。日本でも同様にネアルコ系の二系統が跋扈していたが、アメリカと同じようなネイティヴダンサー系の復権は始まらなかった。ネイティヴダンサー系種牡馬が相次いで輸入されたが、大きな成功を挙げられていなかった。ところが1980年代晩期に差し掛かって、オグリキャップが出現し、その風穴を開ける活躍を見せた。後にこのデュプリシトに宿る仔（後のニシノフラワー）は、日本競馬におけるネイティヴダンサー系の活躍馬として、オグリキャップやリンドシェーバーに続く存在を担うことになった。
1989年4月19日、北海道鵡川町の西山牧場にて、黒鹿毛の牝馬である仔（後のニシノフラワー）が誕生する。この仔は、アメリカ合衆国で交配されたものの、日本で生を受けたため、内国産の扱いを受ける持込馬に分類された。ゆえに外国で生まれ輸入された外国産馬とは異なり、クラシック競走に参戦することが可能だった。

### 幼駒時代
牧場改革の滑り出しを担うことになるこの仔は、将来の牧場の基礎繁殖牝馬としての役割が主に期待されていた。しかしその前に競走馬となる。オーナーブリーダーのもとで生まれたために、当然の成り行きで西山所有の競走馬となった。西山は、冠名「ニシノ」を用いて「フラワー」を組み合わせた「ニシノフラワー」という競走馬名が与えていた。
ニシノフラワーは、上述のような事情から、牧場では異色の血統、背景の持ち主であり、大きな期待を集めていた。しかし体が小さく、細身の体格だった。西山茂行は「足の長い、大した馬じゃなかった（中略）馬格もなくて。でも筋肉はしっかりしてました」と回顧している。輸入された4頭の繁殖牝馬は、日本でそれぞれ仔を産み、牧場に4頭の持込馬をもたらしたが、ニシノフラワーは、その4頭の中でも下から2番目の評価だった。病気もせずに順調に育ったが、これといった良い点も挙がらず、牧場に大量にいる同期の中の平凡な1頭に過ぎなかった。牧場では毎年アルバムを制作して生産馬の記録を残しており、主だった生産馬の写真を掲載していたが、目立たない平凡なニシノフラワーにその枠は与えられなかった。
牧場では、茂行が断行した改革の恩恵を受けている。屋根付きの馬場が新設されたおかげで、旧世代まではしていなかった冬季期間中のトレーニングをすることができた。それに前々世代まではしていなかった昼夜放牧もなされた。またこれまではスタッフの勘や経験を頼るところが多かったが、最新の知見を取り入れてカルテを作成するようになる。データに基づいた育成がなされていた。
ニシノフラワーがデビューするには、管理してくれる調教師に出会う必要があった。しかし牧場の期待とは裏腹に、調教師からの視線は冷たかった。生後1か月が経過した頃に、調教師3人が検分に訪れたが、細身の体格が敬遠されて、悉く縁がなかった。そして4人目、ニシノフラワーの姿を見た栗東トレーニングセンター所属の調教師松田正弘が検分に訪れる。3人の調教師に続いて、管理を依頼するも、松田もまた体格を見て、引き受けを躊躇っていた。松田は後に「脚ばかりヒョロッと長くて幅のない、バンビみたいな馬」「くしゃみをすると、その勢いで倒れてしまいそうだった」と回顧している。
しかし松田は、その姿に直感めいたものがあったという。その直感を、母父ダンジグ、皮膚が薄いという客観的事実で補強して、正当化していた。これまでは牝馬を管理したがらない傾向にあったが、その不確かな直感を手掛かりにして、牝馬のニシノフラワーを引き受けることとなった。松田は後に「小さな馬だったんですよ。本当に競走馬として仕上がるのかなというくらい（中略）今にして思うと、何故この馬を気に入ったのか。間違っても強烈な印象はなかった」と回顧している。
ニシノフラワーは、3歳となったばかりの1991年1月、もしくは3月に栗東の松田厩舎に入厩する。厩舎では、大戸希昭や石崎修が厩務を担った。石崎は、厩務員と調教助手を兼ねる「持ち乗り調教助手」だった。さらに元騎手であり、1953年にタマサンで3歳戦を8連勝した過去があった。タマサンは、翌1954年から「ダイナナホウシユウ」に名を改めると同時に上田三千夫に乗り替わり、クラシック二冠を達成、通算23勝を挙げて、殿堂入り候補にまで上り詰める活躍を見せていた。石崎は乗り替わりの後も、ダイナナホウシユウに調教担当として関与を継続、活躍を陰から支えた一人だった。やがて騎手を引退した石崎は、調教助手となっていた。そして時が経過して、ベテラン60代に突入。そんなとき、ニシノフラワーと出会っていた。
牧場で平凡だったニシノフラワーが、才能の片鱗を見せ始めたのは、トレーニングセンターに入厩してからだった。身長が伸びて脚はさらに長くなっていた。直後から動きも良く、同期で同じような過程を踏んでいたアステリアダンサーと併せ馬をしたら、3馬身突き放していた。早い時期の入厩で仕上がりも順調だったころから、夏の北海道開催でのデビューが決定、遠征して札幌競馬場に入厩した。

デビューを前に西山茂行は、ステイヤーないし「距離が延びてよくなるタイプの馬」だと考えていた。また松田は、高井克敏の「ニシノフラワーを人間にたとえると、どんな女性になりますか」という問いにこのように答えている。

## 競走馬時代

### 3歳（1991年）

#### 札幌3歳ステークス
デビューが近づくにつれて、調教の負荷が増えていったが、脚が耐えられなかった。両前脚にソエを患って、目一杯の調教ができなくなっていた。そのため、仕上がり途上でのデビューとなった。当初は、第1回の札幌競馬場開催の初日、6月8日の新馬戦でデビューする予定だった。しかしソエのために延期となり、第2回札幌開催の2日目、7月7日の新馬戦でデビューとなった。ソエの治癒がまだ完全ではなかったために、脚元への負担が小さいダートの1000メートルに参戦した。佐藤正雄が騎乗し4番人気だった。好スタートからハナを奪って逃げて、後続の接近を許さなかった。4馬身差をつけて初勝利を挙げた。
この後はソエが解消されるようになり、遠慮していた芝への参戦が決定する。次なる出走には、9月下旬の函館3歳ステークスも検討されていた。しかし函館3歳ステークスが行われる函館競馬場は、馬場の出来が悪く、荒れている場合が多かった。そのため前倒しして、引き続き札幌に参戦する。7月28日の札幌3歳ステークス（GIII）で重賞に挑んでいた。シンボリルドルフ産駒のハギノグランドールや、新潟で勝ち上がったノーザンテースト産駒のアドラーブルなどが、評判馬として立ちはだかっていた。
札幌競馬場の芝コースが使用され始めたのは、前年の1990年からだった。芝コースで行われた初年度の3歳ステークスには、優勝したスカーレットブーケ、1番人気5着となったノーザンドライバーがいた。この2頭は後に出世し、クラシック戦線でも上位に絡む活躍を見せていた。寒冷地の札幌にある芝は、冬に枯れない洋芝が主体となっていた。洋芝は反発が小さく、脚への負担が軽くなり、馬の消耗をいくらか防ぐことが可能だった。また3歳夏の重賞は、優勝すれば、クラシック参戦をほとんど確定させるほどの賞金を得ることが可能だった。すなわち、少ない負担ながら、大きな便益が得られる資格を懸けた争いであった。

このため、クラシック戦線を展望するうえで重要な立場に成り上がっており、芝となって2年目の札幌3歳ステークスは、大きな注目を集めていた。吉川彰彦によれば「『この中にダービー馬がいる!』そんな見出しで各新聞社が大いに盛りあげた」のだという。しかしニシノフラワーには、注目は集まっていなかった。重賞未勝利の佐藤を背負って、4番人気という信頼だった。
最も内側の枠から好スタートを切って先行。ハイペースで逃げるイイデザオウに離された好位の3番手を折り合って追走した。最終コーナーからイイデザオウが垂れて後退すると、代わって先頭を奪取していた。直線では、馬場の最も内側を突いて進出した。後方勢の追い込みはなく、先頭を得てからは独走となった。後方に3馬身半差をつけていた。
連勝、重賞初勝利となり、おまけに走破タイム1分10秒5は、コースレコードを樹立していた。この勝ちっぷりは、前年優勝馬で桜花賞4着、優駿牝馬5着となったスカーレットブーケを上回るものとの評価がなされたり、桜花賞優勝候補との言説も上がり始めていた。またデビュー23年目の佐藤に、初重賞勝利をもたらしていた。
佐藤は1969年にデビューして勝利を重ね、1971年には見習騎手を脱して、八大競走の一つである優駿牝馬（オークス）の騎乗を果たしていた。しかも騎乗した人気薄のバンブーキャッチャを、カネヒムロ、サニーワールドに次ぐ3着に導いていた。しかしその後は恵まれず、重賞未勝利でベテランの域に突入。徐々に起用される回数が減少していた。そんな中で、クラシック候補のニシノフラワーに出会っていた。重賞初勝利に佐藤は「もう勝負服を脱いでもいいくらい」と述べていたという。

#### デイリー杯3歳ステークス
ニシノフラワーと陣営にとって、早い時期での出世は、クラシック参戦には有利だった。しかし同時に能力の早熟性も証明していた。松田によれば「他馬より半年くらいはお姉さんだったからね」と回顧している。そのため陣営は、早熟のアドバンテージを活かして、暮れの3歳牝馬チャンピオン決定戦である阪神3歳牝馬ステークスを目標に定めた。
休養を経て、栗東に帰厩。そして11月2日、阪神3歳牝馬ステークスの前哨戦としてデイリー杯3歳ステークス（GII）に、田原成貴に乗り替わって参戦する。この前週、佐藤が騎乗停止処分を受けたための代打だった。出走メンバーは「近年にない豪華な充実したメンバー」（坂本忠敏）となっていた。ローカルの3歳ステークス優勝馬、札幌のほかに、函館のアトムピット、小倉のジンクタモンオー、新潟のユートジェーンが、そして各地の3歳ステークス上位陣も揃っていた。そんな中でニシノフラワーは、1番人気に支持される。ただし、ジンクタモンオーが感冒のために回避、フリークフィールドが登録ミスで乗り替わっているなど、手落ちの相手がいながらの信頼だった。
好スタートから先行したが、ハナを奪わず控えて好位を確保。スローペースを追走していた。ワンターンを経て、最終コーナーに差し掛かる頃に、逃げ馬に接近して2番手にまで進出した。直線でスパートして先頭を奪取、残り200メートルで抜け出して突き放していた。後は独走だった。後方に3馬身半差をつけて先頭で決勝線に到達していた。3連勝、重賞連勝を成し遂げた。

#### 阪神3歳牝馬ステークス
続いて12月1日、本番の阪神3歳牝馬ステークス（GI）に参戦する。この年は、3歳重賞に関する競馬番組改革が断行されたばかりであり、阪神3歳牝馬ステークスが初めて開催されていた。これまで、暮れに行われる3歳馬のGI競走は2つあったが、その割り当ては所属するトレーニングセンターによって大枠決まっていた。美浦所属の関東馬は中山競馬場の朝日杯3歳ステークス、栗東所属の関西馬は阪神の阪神3歳ステークスに臨むことが自然な流れであった。しかし番組改革を経て、区別が東西から性別に変わり、牡馬と騸馬には朝日杯が、そして牝馬には、阪神が割り当てられていた。したがってJRA史上初めてとなる3歳牝馬によるGI競走である阪神3歳牝馬ステークスが誕生していた。設けられた舞台は阪神の芝1600メートルであり、翌年のクラシック初戦・桜花賞と同じだった。
またこの開催は、阪神競馬場が改修直後だった。スタンド、そしてコースが改められていた。第3、4コーナーが緩やかになり、直線には坂が設けられていた。さらに芝が緑色になっていた。冬でも枯れない洋芝も用いて、季節に囚われることなく、緑色の芝の上での競走が可能となっていた。阪神3歳牝馬ステークスは、そんなリニューアルの後に初めて行われた重賞でもあった。

東西の15頭の牝馬が集まる中、ニシノフラワーは、1.9倍の1番人気に支持される。次いで2.8倍の2番人気は、クラシック参戦不能な外国産馬であり、福島3歳ステークス優勝から臨む2戦2勝、関東馬のシンコウラブリイだった。東西が筆頭が並び立ち、それ以下はオッズが飛躍。10倍台からサンエイサンキュー、ディスコホール、ユートジェーンとなっていた。騎乗停止明けの佐藤が舞い戻り、GIに本命として参戦となる。佐藤は、19歳となる息子を競馬場に呼び寄せるなど、気合を入れて臨んでいた。
3枠4番からスタートして先行。バックストレッチに差し掛かるあたりで外側からの圧力がかかり、進路を失ってブレーキを余儀なくされた。ブレーキは、走る気溢れる馬にとっては不利であり、折り合いを欠く危険があったが、佐藤が鎮めてニシノフラワーをかかることなく走らせることができた。おかげで好位、逃げるファンドリエバート、2番手のユートジェーンに次ぐ3番手を確保していた。
やがて最終コーナーにてファンドリエバートが垂れると、代わって抜け出したユートジェーンを追う2番手となった。直線ではしばらくユートジェーンの独走となっていたが、すぐには詰め寄らなかった。直線半ばを過ぎてからスパートし、ユートジェーンをかわして抜け出した。ニシノフラワーの背後には、サンエイサンキューやディスコホール、そしてシンコウラブリイがおり、後れてスパートしてニシノフラワーに迫ってきた。それまで3馬身以上の差をつけて勝ち続けたニシノフラワーにとっては、初めてとなる接戦に直面したが、先頭を譲らなかった。新設された坂を踏破し、サンエイサンキューやシンコウラブリイより4分の3馬身先に決勝線へ到達していた。
4連勝、GI戴冠を果たした。1970年ロングワン、1977年バンブトンコートに次いで史上3頭目、そして牝馬として史上初めて、重賞3連勝で阪神3歳牝馬ステークス優勝を成し遂げていた。佐藤は43歳、5回目のGI級競走騎乗で1番人気を初めて背負い、JRAGI初優勝。また松田は、厩舎開業16年目でJRAGI初優勝。さらに西山牧場も「名門牧場だが、驚くことにこれが初めてのGI優勝」（『優駿』）であった。
この年のJRA賞では、JRA賞最優秀3歳牝馬を受賞している。全176票中176票を得る満票選出だった。またフリーハンデでは、世代トップタイの「56」が与えられている。「56」は同世代の牡馬、3戦3勝で朝日杯3歳ステークスを優勝したミホノブルボンと並ぶ評価であった。さらに牝馬による「56」は、1979年ラフオンテース、1985年ダイナアクトレスの「55」を上回る評価であり、同じように4戦4勝でデイリー杯3歳ステークスと阪神3歳ステークスを制した1972年キシュウローレルと同等の評価が与えられた。

### 4歳（1992年）

#### チューリップ賞
クラシック初戦の桜花賞に向けた始動戦は、同じ阪神芝1600メートル、されど牝馬限定競走ではない新設重賞アーリントンカップ（GIII）となることも考えられていたが、3月15日の「桜花賞指定オープン」であるチューリップ賞（OP）での始動となる。相手はアドラーブルや、オグリキャップの妹で同じように笠松で成り上がり、兄の叶わなかったクラシック参戦を目指すオグリホワイトであり、それらは2着までに与えられる優先出走権を目指していた。しかしニシノフラワーは、賞金に余裕があるために桜花賞参戦を確定させており、ただの前哨戦に過ぎなかった。それでも単勝オッズ1.2倍の1番人気という支持だった。
スタートからいつものように先行。3番手を確保したが、直後に外側から寄られ、後退せざるを得なかった。ワンターンを経て、最終コーナーに差し掛かり、後退した分を取り戻そうと追い上げた。しかし前方の馬たちに阻まれて、進路を失う不利を被っていた。度重なる不利によって追い遅れ、直線では先に抜け出していたアドラーブルに独走を許した。残り300メートルでようやく進路を見出して追い上げたが、既にアドラーブルがセーフティリードを築いていた。アドラーブルに詰め寄ったものの、3馬身半及ばず2着。初めてとなる敗北だった。
主だった敗因は、ニシノフラワーの実力不足ではなく、不利が重なったためであった。そのため敗北したものの、クラシック戦線の主役の立場が揺らぐことはなかった。途中で後退し、最終コーナーでの追い上げを狙った佐藤の騎乗は、終いまで末脚を持たすため、そして本番を見据え、馬群で落ち着いて走る経験をさせようとしたためだった。
しかし佐藤は、この敗戦に大きな責任を感じていた。やがて自信を喪失していた。そして本番を前にニシノフラワーの鞍上を誰かに譲り渡すことを決意し、佐藤は自ら後任を探して、河内洋に託すことになった。河内は、これまで1986年メジロラモーヌ、1988年アラホウトク、1990年アグネスフローラで桜花賞を制しており、桜花賞はもとより牝馬の騎乗に定評があった。にもかかわらず、この年は騎乗馬がおらず、空いていた。佐藤は後に「（チューリップ賞は）私のミスです。これは桜花賞に乗るのは荷が重いなと思って、交替〔ママ〕を申し出たんです」と語っている。
ただ西山茂行によれば、正行は佐藤の騎乗に対し怒り心頭で、レース直後には「検量室で正行が「このへたくそ!」と叫びながら佐藤の頭を丸めた競馬新聞で叩いていた」ほか、3歳時に騎乗経験のある田原への乗り替わりを求めていた。これに対し調教師の松田が鞍上に河内を推し、最終的に松田の意見が優先されたとしている。

#### 桜花賞
4月12日、新たに河内を迎えて桜花賞（GI）に参戦する。前哨戦の敗戦は、牝馬クラシック戦線を複雑なものにし、「混戦」との報道がなされていた。ニシノフラワーは、1番人気を守ったものの、筋の通った揺るぎない本命というわけではなく、単勝オッズ2.3倍だった。外国産馬のためシンコウラブリイは不在、次いでサンエイサンキュー、ディスコホール、エルカーサリバー、ダンツセントー、アドラーブルが推されていた。河内は、佐藤から託されて「（牝馬三冠を獲得した）メジロラモーヌ以上のプレッシャー」を感じながらの参戦となる。出走10日前に調教に跨り、感触を確かめていた。当初の予定では、10日前に仕上げ、直前3日前の調教は、軽くする予定だった。しかし10日前の河内の感触が良くなかったため、3日前も連続して強い調教を課したうえで臨んでいた。当日は、松田によれば「輸送減りして」チューリップ賞より12キログラム減少、デビュー以来最低の420キログラムでの出走となった。
5枠9番からスタートから先行し3番手を確保。しかし外側から主張する数頭に前を譲り、5、6番手を追走した。ハイペースとなりながらワンターンに差し掛かり、第3コーナーを過ぎたところから早めに動き出した。ワンターンの中間で逃げるウィーンコンサートを捉える位置まで進出し、直線に差し掛かると同時にかわして先頭となり、スパートを開始した。最終コーナーの時点で半馬身背後には、アドラーブルがいてマークされていた。しかしスパートしてそのマークを振り切り、アドラーブル以下を突き放して独走となり、たちまちセーフティリードを築いていた。終いは余力無く伸びあぐねたが、独走保って決勝線に到達する。アドラーブルに3馬身半差をつける意趣返しを果たした。
クラシック、桜花賞戴冠を成し遂げた。河内は桜花賞4勝目であり、松田や西山は、クラシック初勝利だった。最優秀3歳牝馬による桜花賞優勝は、1975年テスコガビー、1976年テイタニヤ、1986年メジロラモーヌに次いで史上4頭目だった。

#### 3連敗
続いて5月24日、牝馬クラシック第二弾の優駿牝馬（オークス）（GI）に臨んだ。これまで最優秀3歳牝馬で桜花賞も制した先の3頭は、いずれも続く優駿牝馬も制して連勝し、牝馬クラシック二冠を果たしていた。この前例に則り、ニシノフラワーにも二冠が大いに期待されていた。ただ桜花賞の後のニシノフラワーは、疲労が溜まり、食欲が失せてしまっていた。デビュー以来最低の420キログラムでの出走は、ギリギリの状態だった。そのため陣営は、優駿牝馬参戦に向けて、主に馬体の維持を重視し、調教をいくらか加減したり対策する。消耗を防ぐために前哨戦を用いず、直行することとなった。
当日、ニシノフラワーは桜花賞よりも8キログラム増やして臨んでいる。しかし仕上がり途上で、完調ではない状況での参戦だった。二冠を期待して単勝オッズ3.0倍に推され、前哨戦を好走したキョウワホウセキやタイコサージュ、桜花賞組のアドラーブルやサンエイサンキューを差し置く1番人気だった。スタートから先行して好位を確保。最終コーナーで早めに進出して直線に入ってすぐに先頭を奪取した。しかしそれ以降は、失速して後退した。アドラーブルに優勝を許し、それに大きく後れを取る7着。初めてとなる大敗で、牝馬クラシック二冠は叶わなかった。
この後は、北海道の西山牧場に戻り夏休み、秋は牝馬三冠競走の最終戦であるエリザベス女王杯が目標となった。秋は、エリザベス女王杯のトライアル競走であるローズステークス（GII）で始動し1番人気となった。スタートから先行し2番手を追走。しかし伸びあぐねて、エルカーサリバーにかわされた。エルカーサリバーに突き放され、おまけにサンエイサンキューやファンタジースズカにも終いでかわされる4着だった。
目標は、2400メートルで行われるエリザベス女王杯だったが、陣営は距離適性を、もう少し短い距離にあると考えていた。このため適性を重視して、同時期に行われるマイルチャンピオンシップで古馬に挑戦することも選択肢の一つだった。しかし翌年は出走できない方を選択していた。当初の予定通り11月15日、本番のエリザベス女王杯（GI）に参戦していた。春に大敗した2400メートルに再び参戦となっていた。エルカーサリバーが1番人気に対して、ニシノフラワーは6番人気の支持だった。スローペースを折り合いをつけて追走し、直線に向いたが、不利もあって抜け出せず、後方から追い込んだ17番人気タケノベルベットにかわされた。タケノベルベットに約3馬身半敵わず、牝馬二冠はならなかった。メジロカンムリにもハナ差及ばず3着だった。後に河内は「距離に限界があった」、松田は「典型的なマイラーだった」と回顧している。

#### スプリンターズステークス
エリザベス女王杯を以て世代限定戦が終了し、これからは古馬との対決が強いられることになったが、陣営は、ニシノフラワーにどの進路を歩ませるのかを迷っていた。4歳のうちにもう一度出走を考えており、暮れの時期を検討していたが、どの距離帯へ参戦するかを決めかねていた。これまで長距離からマイル、そして短距離などあらゆる距離をこなしてきた。ただし適性の問題から、長距離のビッグレースでこの年のフィナーレを飾る有馬記念参戦は真っ先に選択肢から外れる。そして選択肢に最後まで残ったのは、12月20日に行われる二つ、短距離と中距離の重賞だった。
短距離、中山で行われて一線級の古牡馬も参戦するスプリンターズステークス（GI）か、中距離、阪神で行われて牝馬限定、格も低いハンデキャップ競走の阪神牝馬特別（GIII）の二つだった。陣営はどちらに向かうか悩みに悩み、結局両方に出走登録を敢行する。陣営自らが結論を下すのではなく、阪神牝馬特別を担当するハンデキャッパーにその判断を委ねることになった。阪神牝馬特別で課されるハンデが55キログラム以下なら阪神牝馬特別に、56キログラム以上ならスプリンターズステークスを選択することに決めていた。12月20日日曜日の本番が間近に迫った水曜日、阪神牝馬特別のハンデキャッパーは、ニシノフラワーに56キログラムを課す。ハンデキャッパーの裁定が、松田を安定ではなく挑戦の道を選ぶ後押しになっていた。
かくして12月20日、スプリンターズステークス（GI）に参戦する。2400メートルのエリザベス女王杯から距離を半分短縮する1200メートル戦だった。中山競馬場は、この年の12月からオーバーシードを実践し、阪神などに遅れて洋芝を採用したばかり、冬でも緑色の芝の上を走れるようになっていた。関西遠征は、前日までに栗東から中山への輸送を済ませ、当日を迎えるのが通常だった。しかし中山は入厩頭数制限があり、事前の競馬場入厩ができなかった。そのため、栗東からいったん美浦に入厩した後、当日に競馬場に入厩してレースに挑んでいた。

マイルチャンピオンシップ連覇中のダイタクヘリオスや、同期のクリスタルカップ優勝馬サクラバクシンオー、安田記念優勝馬のヤマニンゼファー、CBC賞優勝馬のユウキトップランなどが立ちはだかる16頭立てだった。そんな中、ニシノフラワーは単勝オッズ4.9倍、ダイタクヘリオスに次ぐ2番人気となる。ただしダイタクヘリオスなどの古牡馬が57キログラムを背負うのに対して、4歳牝馬のニシノフラワーは、53キログラムで負担が小さかった。負担重量で恩恵があるとはいえ、松田と河内は、距離短縮での参戦で一線級のスプリンターには、分が悪いと考えていた。そこで河内は、これまで先行策で勝利を積み重ねてきたニシノフラワーに、打って変わって後方待機策を敢行しようと決意する。
4枠8番からスタートしたが、2400メートルの後のスプリント戦ではペースについていくことができず、やはり後方の12番手となった。サクラバクシンオーやユウキトップラン、ダイタクヘリオス、ヤマニンゼファーらが先手を主張して築いたハイペースを追走。後方と言えど、河内は盛んに促して、適度な前目の位置確保を試みたが、ニシノフラワーは進みが悪く、後方から脱することができないままに最終コーナーに到達していた。そして最後の直線を後方の9番手、先行するサクラバクシンオーやヤマニンゼファーと離れた位置で、かつ進路が大外しかない状態で迎えていた。
ニシノフラワーは、大外から末脚を発揮し、追い上げていた。前方では、最も内側からヤマニンゼファーが先頭争いを制して単独先頭となっていた。ハイペースをこなした先行勢は、坂に突入して脚が止まっており、その間にニシノフラワーは徐々に差を縮めていたが、決勝線が眼前に迫っていた。単独先頭ヤマニンゼファーは「九分九厘勝利をものにしたかと思われた」（阿部珠樹）状態のリードを築いていた。しかしニシノフラワーは、末脚で以てもう一伸びを遂げ、ヤマニンゼファーに急速に接近。先頭を脅かすのみならず、寸前で差し切っていた。ヤマニンゼファーよりクビ差先に決勝線通過を果たしていた。
GI3勝目、スプリンターズステークスを戴冠する。GI昇格後史上初めてとなる4歳牝馬によるスプリンターズステークス優勝を成し遂げていた。そして洋芝のGI3勝目だった。河内は「直線は本当によく伸びてくれました。素晴らしい脚でしたね。けた違いの瞬発力のある馬」だったと回顧している。

#### 強い同期の牝馬たち
この年のJRA賞では、JRA賞最優秀4歳牝馬並びにJRA賞最優秀スプリンターを受賞している。最優秀4歳牝馬は全176票中146票を、最優秀スプリンターは126票を集めており、共に過半数超えであり、選考委員会の審議を必要としない自動受賞だった。またフリーハンデでは、短距離部門で「61」、4歳馬部門で「60」が与えられている。短距離の「61」は、「62」の6歳牡馬ダイタクヘリオスに次ぐ2番目、エイジアローワンスやセックスアローワンスを考えれば、世代トップの評価となった。
さらに4歳の「60」は、同期の牡馬で皐月賞と東京優駿（日本ダービー）の二冠を果たしたミホノブルボンの「65」、菊花賞を制したライスシャワーの「61」に次いで世代3番目だった。また牝馬に限定すれば世代トップの評価だった。この世代の牝馬は、ニシノフラワーを始め、札幌記念を制したサンエイサンキュー、鳴尾記念を制したタケノベルベットなど古馬相手に勝利を挙げた事例が多かった。また桜花賞の出走可能ボーダーも例年よりも高かった。
このため世代牝馬全体のレベルが、インターグロリアやリニアクインが活躍した1974年生世代に匹敵する程度の高さにあると考えられていた。それに呼応するように、全体的な数値は高く設定され、アドラーブルやシンコウラブリイ、タケノベルベットには、直後の「59」が与えられている。ニシノフラワーの「60」は、1986年「62」のメジロラモーヌ、1987年「61」のマックスビューティには及ばないが、1991年「59」のシスタートウショウには優れている、という基準を拠り所に与えられた数値だった。

### 5歳（1993年）
2月28日のマイラーズカップ（GII）で始動、ヤマニンゼファーとの再戦となる。古馬となったニシノフラワーは、もうエイジアローワンスの恩恵を受けることができなくなった。スプリンターズステークスでは、4キログラム差をクビ差で下して勝利していたが、今回はセックスアローワンスのみの2キログラム差に縮まっていた。それでもニシノフラワーが支持を集めた。2.1倍の1番人気、次いで3.3倍がヤマニンゼファー、4.2倍が同期のキョウワホウセキだった。
3枠3番からスタートして先行。逃げるナルシスノワールに付き従う3番手、スローペースとなっていた。短距離からマイルへの距離延長に、スローペースも重なり、ニシノフラワーは掛かる場面があった。しかし河内が宥めて、折り合いをつけて追走していた。ヤマニンゼファーは、ニシノフラワーを背後でマークしながら追走していた。このため直線では、ニシノフラワーが逃げ、ヤマニンゼファーがそれを追いかけるという、スプリンターズステークスとは正反対の展開となっていた。
しかし直線のニシノフラワーは、ヤマニンゼファーに並びかけることを許さなかった。スパートすればたちまち突き放し、その他大勢も千切って独走を実現する。ヤマニンゼファーより3馬身半差先に決勝線に到達していた。ヤマニンゼファーを再び下して、重賞6勝目を挙げていた。
マイラーズカップの勝利は、陣営の自信となり、前哨戦の京王杯スプリングカップには出走することなく、5月16日の本番、安田記念（GI）に直行する。安田記念はこの年から国際競走となり、外国調教馬にも門戸を開くようになっていた。初年度は、フランスのキットウッド、アメリカのロータスプールという2頭の外国調教馬を迎えており、既に千切り捨てたヤマニンゼファーやシンコウラブリイなどの他に、未知の相手との戦いを余儀なくされた。それでも外国調教馬を上回る1番人気だった。

スタートから先行したが、馬群の中で掛かる様子を見せながらの追走だった。そして他の馬にぶつけられる不利も被り、直線では見せ場も作ることができずに後退、ちぐはぐな競馬で10着敗退した。ヤマニンゼファーに安田記念連覇を許した。続いて6月13日、宝塚記念（GI）に臨み、メジロマックイーンとメジロパーマーに次ぐ3番人気だったが8着、途中で掛かって余力がなくなった。夏休みは北海道の西山牧場に戻り、夏休みを過ごした。
秋は、10月30日のスワンステークス（GII）で始動し、シンコウラブリイとの再戦となった。同期のシンコウラブリイは、阪神3歳牝馬ステークスで既に下しており、春の安田記念はニシノフラワーを下回る3番人気に過ぎなかった。GII優勝、GI2着止まりでニシノフラワーよりも格下の存在だった。しかしシンコウラブリイは、この一年間で6勝を挙げてすべて3着以内、ヤマニンゼファーなどを下して毎日王冠を制するなど上昇中だった。一方のニシノフラワーは、3歳時から活躍し、既に完成して伸びしろが期待できなかった。
このスワンステークスでニシノフラワーとシンコウラブリイの力関係が逆転、ニシノフラワーはシンコウラブリイに劣る2番人気となっていた。スタートから好位を進むシンコウラブリイの背後を追走し、直線で追い上げたが、抜け出したシンコウラブリイに届かなかった。8歳のステイジヒーローにも先着を許す3着だった。
続く11月21日のマイルチャンピオンシップでも、シンコウラブリイに劣る2番人気に支持されていた。しかし当日は不良馬場であり、スピードに勝るニシノフラワーには不得手な舞台となっていた。道中を折り合いをつけて追走することはできたが、第3コーナーの坂の下りからのめるような走りとなり、たちまち走る気を喪失していた。終いを活かせず後退し13着だった。これが引退レースのシンコウラブリイに戴冠を許した。

そして12月19日には、スプリンターズステークスで連覇に挑んだ。安田記念で敗れたヤマニンゼファー、同期でオープン競走出走を重ねたサクラバクシンオーが立ちはだかり、それに続く3番人気だった。上昇中のサクラバクシンオーが実績のあるニシノフラワーとヤマニンゼファーに挑む形だった。
ニシノフラワーは中団を追走して直線でスパート。先行するサクラバクシンオーとヤマニンゼファーを追いかけたが、2頭には及ばなかった。ヤマニンゼファーに4分の3馬身、サクラバクシンオーに約3馬身以上後れを取る3着だった。連覇の夢が潰えたのを最後に、ニシノフラワーは競走馬引退となる。年をまたいで6歳となった翌1994年の1月9日、阪神競馬場で引退式が催行された。桜花賞のときのゼッケン「9」を着用した河内が騎乗した姿がお披露目された。
現役最終年のJRA賞では、最優秀5歳以上牝馬部門で票こそ得ているが、全171票中1票に留まり、受賞には至らなかった。この年のフリーハンデでは、短距離部門で「59」が与えられている。短距離部門では、ヤマニンゼファー、サクラバクシンオー、シンコウラブリイに次ぐ4番目の評価だった。

## 繁殖牝馬時代

### 繁殖牝馬時代
引退後は、北海道鵡川町の西山牧場で繁殖牝馬となった。初年度こそ、西山牧場が輸入したシェリフズスターと交配するも不受胎だったが、2年目からしばらくブライアンズタイムやサンデーサイレンス、ラムタラなど名血の種牡馬と交配を続け、多数の仔を得ている。また2002年には、1998年のクラシック二冠馬であるセイウンスカイと交配していた。西山は、冠名として「ニシノ」の他に「セイウン」も用いており、西山の活躍所有馬同士による交配だった。さらに2004年には、シングスピールと交配する目的でイギリスに赴いたりもしていた。2008年からは不受胎が続き、2011年の不受胎を最後に交配を断念し、繁殖牝馬を引退。この後は、西山牧場で余生を過ごした。そして2020年2月5日、北海道日高町の西山牧場にて老衰のため、31歳で死亡した。
ニシノフラワーは、2007年までに11頭の仔を遺した。うち7頭が勝利を挙げている。初仔のニシノセイリュウ（父:ブライアンズタイム）は、デビュー2連勝で若駒ステークス（OP）を優勝し、1999年クラシック戦線に参入。皐月賞では、アドマイヤベガやナリタトップロード、マイネルプラチナムに次ぐ4番人気で臨んだが、12着敗退。5番人気テイエムオペラオーに戴冠を許した。
続く3番仔ニシノシシオウ（父:ラムタラ）は準オープンを制してオープンクラスにまで出世。6番仔ニシノデュー（父:ブライアンズタイム）はオープンまで出世したうえに、福島民報杯（OP）で3着となる活躍。地方移籍後の2009年には、マイルチャンピオンシップ南部杯（JpnI）参戦を果たしているが、エスポワールシチーに敵わなかった。

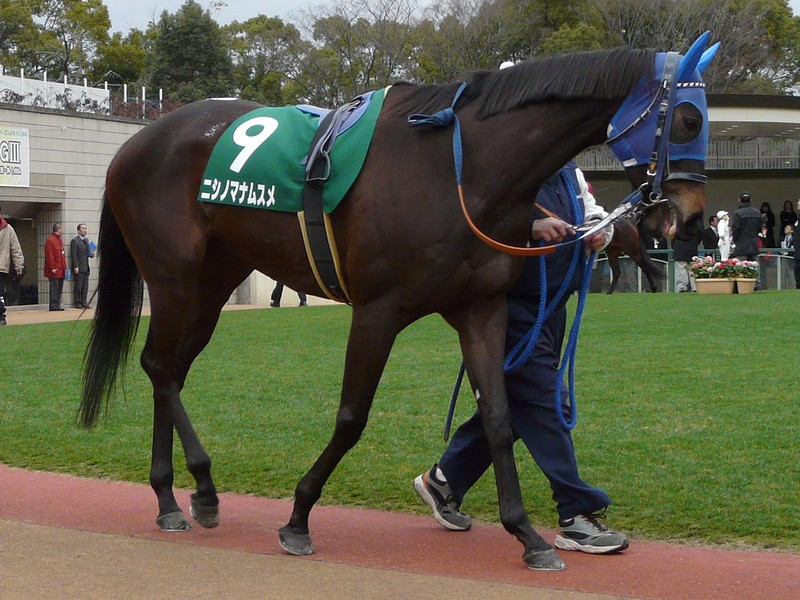
ニシノマナムスメ

さらに9番仔ニシノマナムスメ（父:アグネスタキオン）は、調教師に転じた河内にデビューから託されている。河内は、500万円以下から3連勝させてオープンクラス昇格に導いている。そして2007年の愛知杯（GIII）では、ディアデラノビアに半馬身及ばず2着。2008年のマイラーズカップ（GII）では、母仔制覇がかかっていたが、カンパニーにクビ差だけ及ばず2着だった。また同年のヴィクトリアマイル（JpnI）では、ウオッカに次ぐ2番人気に支持されたが、エイジアンウインズに敗れる5着だった。重賞戦線で活躍したが、2着止まりだった。
このほかサンデーサイレンスの仔とイギリスで宿したシングスピールの仔の2頭が、デビューは叶わなかった。そして残る2頭が、デビューしたものの勝利を挙げられなかった。

### 受け継がれる血

#### 後継繁殖牝馬
遺した11頭のうち、2頭の牝馬がニシノフラワーの血脈を後年に継承している。重賞2着まで上り詰めたニシノマナムスメと未勝利のニシノミライが競走馬引退後に繁殖牝馬となった。ニシノマナムスメの仔には、京成杯（GIII）8着のニシノアモーレ（父:コンデュイット）、ダリア賞（OP）3着のニシノベースマン（父:ノヴェリスト）、アーリントンカップ（GIII）4着のニシノカツナリ（父:ルーラーシップ）などが活躍した。

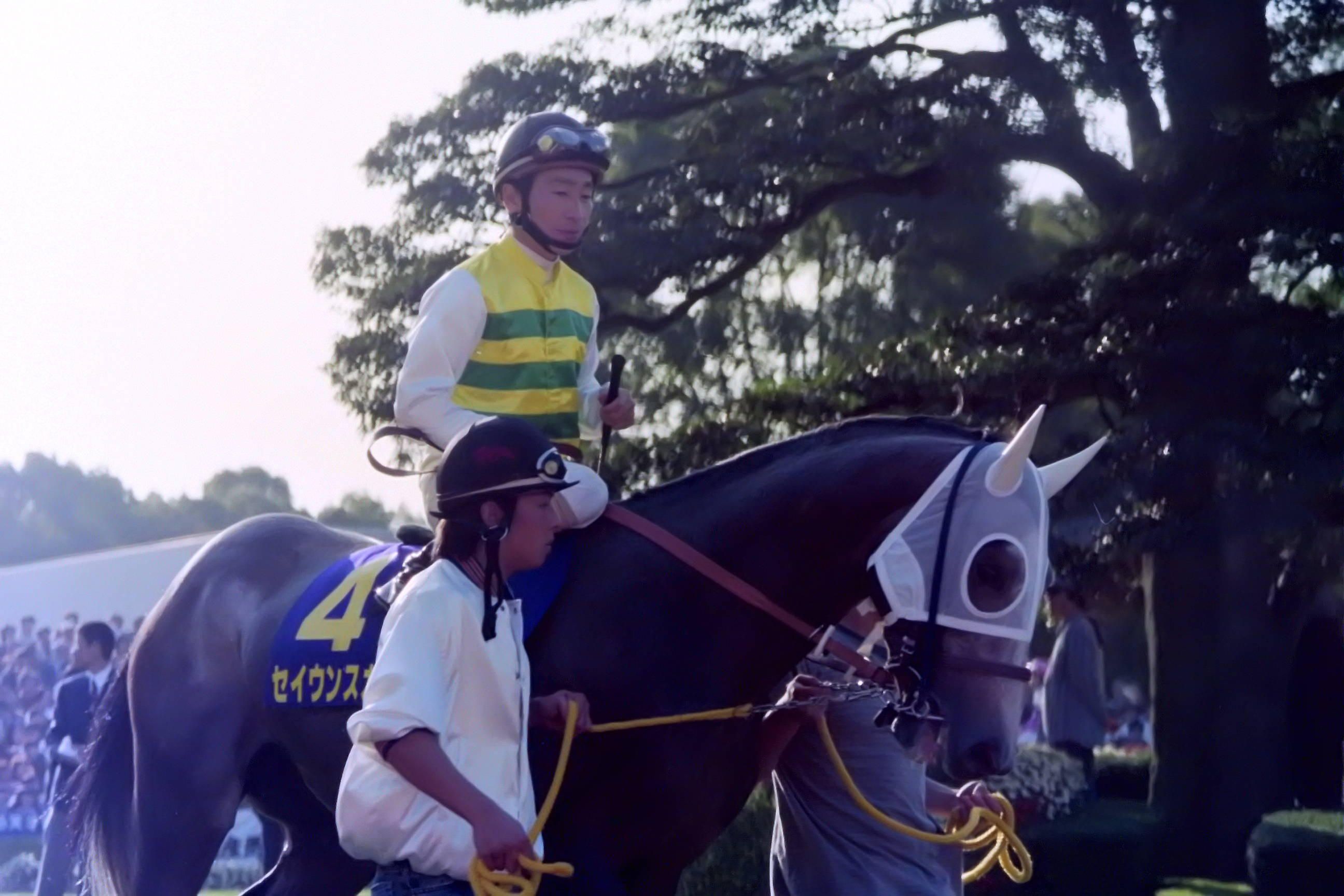
セイウンスカイ

後継繁殖牝馬のもう一方のニシノミライは、先述したように西山の所有馬同士の交配で生まれた牝馬だった。ニシノミライの母ニシノフラワーは、牝馬の性質上、後継の繁殖牝馬を確保することは難しかったが、ニシノマナムスメで十分叶っていた。しかし父セイウンスカイは、種牡馬としての人気が著しく低く、後継種牡馬がいないのは当然にしても、その血を繁殖牝馬すらもなかなか生まれなかった。6年間供用されたセイウンスカイの血を引く牝馬は、ニシノミライともう1頭しかいなかった。そんなニシノフラワーとセイウンスカイの血を引くニシノミライの仔では、桜花賞のトライアル競走アネモネステークス（OP）で2着となり、優先出走権を得て桜花賞12着のニシノミチシルベ（父:タイキシャトル）が活躍している。
ニシノマナムスメ、ニシノミライ両名のいずれの仔にも後継繁殖牝馬がおり、ニシノフラワーの血は継承されている。そしてニシノミライの子孫には、セイウンスカイの血の継承にも大きく関わっている。

#### ニシノデイジー
| ニシノデイジーの血統00太字強調は、西山の所有馬。 |                  |                     |
| 父ハービンジャー                                 | Dansili          | *デインヒル         |
| 父ハービンジャー                                 | Dansili          | Hasili              |
| 父ハービンジャー                                 | Penang Pearl     | Bering              |
| 父ハービンジャー                                 | Penang Pearl     | Guapa               |
| 母ニシノヒナギク                                 | アグネスタキオン | *サンデーサイレンス |
| 母ニシノヒナギク                                 | アグネスタキオン | アグネスフローラ    |
| 母ニシノヒナギク                                 | ニシノミライ     | セイウンスカイ      |
| 母ニシノヒナギク                                 | ニシノミライ     | ニシノフラワー      |

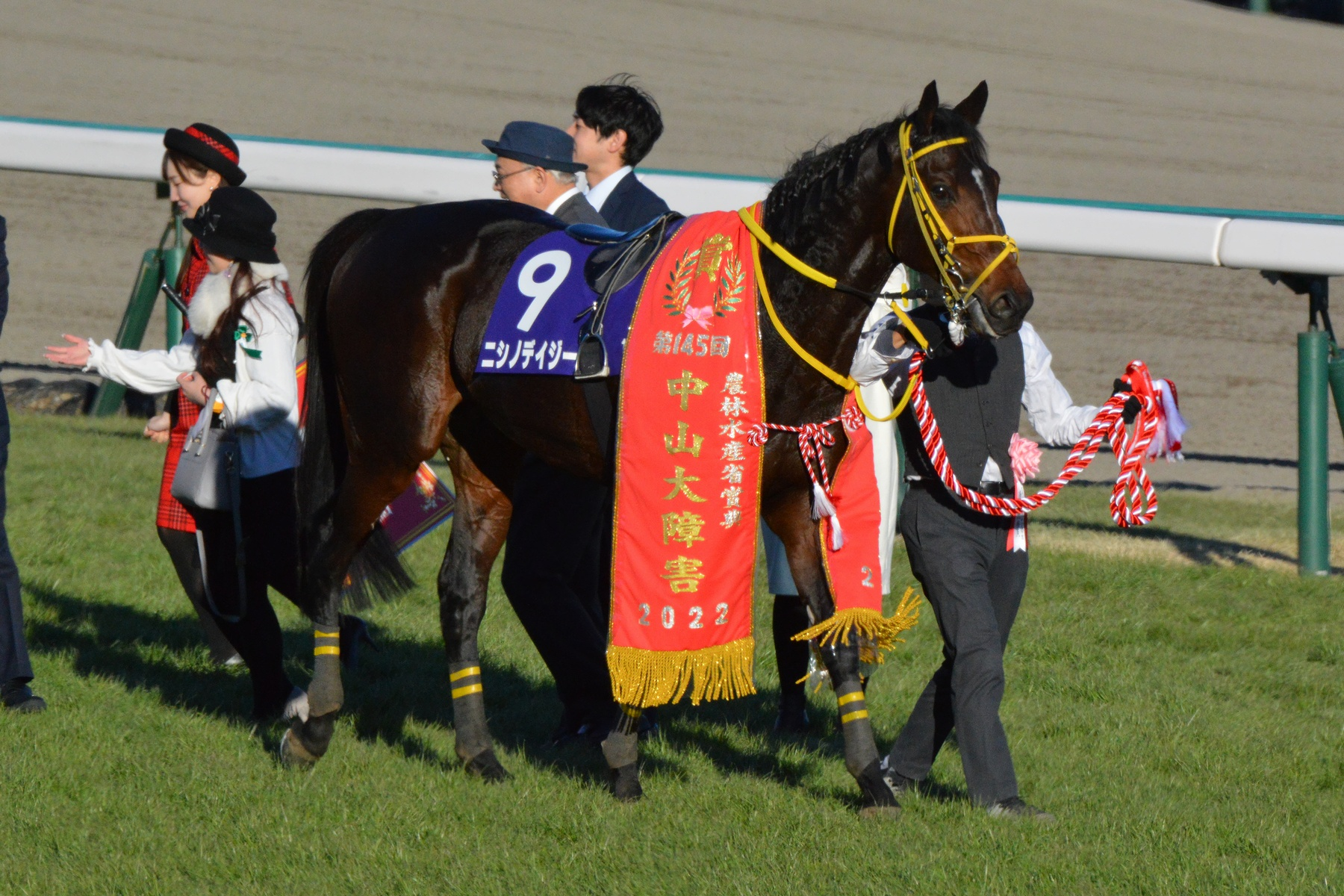
ニシノデイジー

この継承は、ニシノフラワーの曾孫の代で結実している。曾孫、ニシノミライ（父:セイウンスカイ）の孫にあたり、西山茂行が所有するニシノデイジー（父:ハービンジャー）が活躍した。2017年夏に函館でデビューし、3戦目の札幌2歳ステークス（GIII）を優勝し、曾祖母ニシノフラワーと同じ重賞を制した。そればかりか、曾祖父セイウンスカイが札幌記念を制した舞台での重賞戴冠を成し遂げていた。
それからニシノデイジーは、東京スポーツ杯2歳ステークス（GIII）を制し、ホープフルステークス（GI）ではサートゥルナーリアに敗れる3着、翌2019年東京優駿（日本ダービー）（GI）ではロジャーバローズに敗れる5着となった。その後長らく低迷が続いたが、2022年に障害競走へ転向して久々の勝利を挙げ、暮れの中山大障害（J-GI）を、J-GI9勝のオジュウチョウサンを下して戴冠。1999年ゴッドスピード以来23年ぶりとなる平地重賞優勝馬による中山大障害優勝を果たしている。

## 競走成績
以下の内容は、netkeiba.comおよびJBISサーチ、『優駿』の情報に基づく。
| 競走日 | 競走日 | 競走日 | 競馬場 | 競走名           | 格   | 距離 （馬場） | 頭 数 | 枠 番 | 馬 番 | オッズ 人気） | 着順 | タイム        | 着差 | 騎手     | 斤量 [kg] | 1着馬 （2着馬）        | 馬体重 [kg] |
| ------ | ------ | ------ | ------ | ---------------- | ---- | ------------- | ----- | ----- | ----- | ------------- | ---- | ------------- | ---- | -------- | --------- | ---------------------- | ----------- |
| 1991.  | 07.    | 07     | 札幌   | 3歳新馬          |      | ダ1000m（良） | 10    | 5     | 5     | 06.5（4人）   | 01着 | 0:59.8 (36.2) | -0.7 | 佐藤正雄 | 53        | （マイネルザグレート） | 424         |
|        | 07.    | 28     | 札幌   | 札幌3歳S         | GIII | 芝1200m（良） | 14    | 1     | 1     | 10.4（4人）   | 01着 | 1:10.5 (36.4) | -0.6 | 佐藤正雄 | 53        | （ディスコホール）     | 424         |
|        | 11.    | 02     | 京都   | デイリー杯3歳S   | GII  | 芝1400m（良） | 10    | 8     | 9     | 03.5（1人）   | 01着 | 1:23.2 (34.7) | -0.6 | 田原成貴 | 53        | （ユートジェーン）     | 430         |
|        | 12.    | 01     | 阪神   | 阪神3歳牝馬S     | GI   | 芝1600m（良） | 15    | 3     | 4     | 01.9（1人）   | 01着 | 1:36.2 (36.0) | -0.1 | 佐藤正雄 | 53        | （サンエイサンキュー） | 424         |
| 1992.  | 03.    | 15     | 阪神   | チューリップ賞   | OP   | 芝1600m（稍） | 14    | 5     | 8     | 01.2（1人）   | 02着 | 1:39.1 (38.3) | -0.6 | 佐藤正雄 | 54        | アドラーブル           | 432         |
|        | 04.    | 12     | 阪神   | 桜花賞           | GI   | 芝1600m（良） | 18    | 5     | 9     | 02.3（1人）   | 01着 | 1:37.5 (38.5) | -0.6 | 河内洋   | 55        | （アドラーブル）       | 420         |
|        | 05.    | 24     | 東京   | 優駿牝馬         | GI   | 芝2400m（良） | 18    | 5     | 10    | 03.0（1人）   | 07着 | 2:29.5 (37.1) | -0.6 | 河内洋   | 55        | アドラーブル           | 428         |
|        | 10.    | 25     | 京都   | ローズS          | GII  | 芝2000m（良） | 13    | 5     | 8     | 03.4（1人）   | 04着 | 2:00.8 (36.0) | -0.6 | 河内洋   | 55        | エルカーサリバー       | 432         |
|        | 11.    | 15     | 京都   | エリザベス女王杯 | GI   | 芝2400m（良） | 18    | 1     | 2     | 12.4（6人）   | 03着 | 2:27.7 (34.2) | -0.6 | 河内洋   | 55        | タケノベルベット       | 432         |
|        | 12.    | 20     | 中山   | スプリンターズS  | GI   | 芝1200m（良） | 16    | 4     | 8     | 04.9（2人）   | 01着 | 1:07.7 (34.1) | -0.1 | 河内洋   | 53        | （ヤマニンゼファー）   | 432         |
| 1993.  | 02.    | 28     | 阪神   | マイラーズC      | GII  | 芝1600m（良） | 12    | 3     | 3     | 02.1（1人）   | 01着 | 1:36.4 (35.6) | -0.6 | 河内洋   | 56        | （ヤマニンゼファー）   | 434         |
|        | 05.    | 16     | 東京   | 安田記念         | GI   | 芝1600m（良） | 16    | 1     | 2     | 02.7（1人）   | 10着 | 1:34.1 (35.8) | -0.6 | 河内洋   | 55        | ヤマニンゼファー       | 430         |
|        | 06.    | 13     | 阪神   | 宝塚記念         | GI   | 芝2200m（良） | 11    | 6     | 7     | 14.5（3人）   | 08着 | 2:20.9 (41.2) | -3.2 | 河内洋   | 54        | メジロマックイーン     | 424         |
|        | 10.    | 30     | 京都   | スワンS          | GII  | 芝1400m（重） | 16    | 5     | 10    | 03.7（2人）   | 03着 | 1:22.0 (35.1) | -0.1 | 河内洋   | 57        | シンコウラブリイ       | 434         |
|        | 11.    | 21     | 京都   | マイルCS         | GI   | 芝1600m（不） | 15    | 8     | 14    | 03.6（2人）   | 13着 | 1:36.6 (36.6) | -0.9 | 河内洋   | 55        | シンコウラブリイ       | 436         |
|        | 12.    | 19     | 中山   | スプリンターズS  | GI   | 芝1200m（良） | 14    | 2     | 2     | 05.6（3人）   | 03着 | 1:08.4 (34.6) | -0.5 | 河内洋   | 55        | サクラバクシンオー     | 436         |

## 繁殖成績
|        | 生年   | 馬名               | 性 | 毛色   | 父                     | 馬主       | 管理調教師         | 戦績     | 主な成績                                            | 供用   | 出典    |
| ------ | ------ | ------------------ | -- | ------ | ---------------------- | ---------- | ------------------ | -------- | --------------------------------------------------- | ------ | ------- |
|        | 1995年 | 不受胎             |    |        | シェリフズスター       |            |                    |          |                                                     |        | [ 4 ]   |
| 初仔   | 1996年 | ニシノセイリュウ   | 牡 | 栗毛   | ブライアンズタイム     | 西山牧場   | 松田正弘（栗東）   | 13戦3勝  | 1999年若駒S（OP）優勝                               | 抹消   | [ 142 ] |
| 2番仔  | 1997年 | ニシノフラワーの97 | 牡 |        | サンデーサイレンス     |            |                    |          |                                                     | 不出走 | [ 167 ] |
| 3番仔  | 1998年 | ニシノシシオウ     | 牡 | 栗毛   | ラムタラ               | 西山牧場 → | 松田正弘（栗東）   | 26戦4勝  | 2003年吹田特別（16下）優勝                          | 抹消   | [ 143 ] |
| 4番仔  | 1999年 | ニシノライメイ     | 牡 | 鹿毛   | ダンシングブレーヴ     | 西山牧場   | 松田正弘（栗東）   | 8戦2勝   | 2002年アプローズ賞（10下）2着                       | 抹消   | [ 169 ] |
| 5番仔  | 2000年 | ニシノハーロック   | 騸 | 栗毛   | タイキシャトル         | 西山牧場 → | 松田正弘（栗東） → | 111戦9勝 |                                                     | 抹消   | [ 177 ] |
| 6番仔  | 2001年 | ニシノデュー       | 牡 | 青鹿毛 | ブライアンズタイム     | 西山牧場 → | 松田正弘（栗東） → | 50戦6勝  | 2008年福島民報杯（OP）3着 など                      | 抹消   | [ 144 ] |
| 7番仔  | 2002年 | ニシノカエデマル   | 牡 | 鹿毛   | パントレセレブル       | 西山茂行 → | 松田正弘（栗東） → | 23戦3勝  | 2007年西郷特別（10下）優勝                          | 抹消   | [ 185 ] |
| 8番仔  | 2003年 | ニシノミライ       | 牝 | 鹿毛   | セイウンスカイ         | 西山茂行   | 手塚貴久（美浦）   | 6戦0勝   |                                                     | 繁殖   | [ 150 ] |
| 9番仔  | 2004年 | ニシノマナムスメ   | 牝 | 青鹿毛 | アグネスタキオン       | 西山茂行   | 河内洋（栗東）     | 22戦4勝  | 2007年愛知杯（GIII）2着 2008年マイラーズC（GII）2着 | 繁殖   | [ 146 ] |
|        | 2005年 | 種付けせず         |    |        |                        |            |                    |          |                                                     |        | [ 4 ]   |
| 10番仔 | 2006年 | ニシノフラワーの06 | 牝 | 栗毛   | シングスピール         |            |                    |          |                                                     | 不出走 | [ 186 ] |
| 11番仔 | 2007年 | ニシノオフェンス   | 騸 | 栗毛   | アグネスタキオン       | 西山茂行 → | 浅見秀一（栗東） → | 15戦0勝  |                                                     | 抹消   | [ 151 ] |
|        | 2008年 | 不受胎             |    |        | ロックオブジブラルタル |            |                    |          |                                                     |        | [ 4 ]   |
|        | 2009年 | 不受胎             |    |        | タニノギムレット       |            |                    |          |                                                     |        | [ 4 ]   |
|        | 2010年 | 不受胎             |    |        | ダイワメジャー         |            |                    |          |                                                     |        | [ 4 ]   |
|        | 2011年 | 不受胎             |    |        | シンボリクリスエス     |            |                    |          |                                                     |        | [ 4 ]   |

## 血統
| ニシノフラワーの血統                | ニシノフラワーの血統            | ニシノフラワーの血統        | （血統表の出典）            | （血統表の出典） |
| 父系                                | レイズアネイティヴ系            | レイズアネイティヴ系        | レイズアネイティヴ系        | [ § 2 ]          |
| 父 Majestic Light 1973 鹿毛         | 父の父Majestic Prince 1966 栗毛 | Raise a Native              | Native Dancer               | Native Dancer    |
| 父 Majestic Light 1973 鹿毛         | 父の父Majestic Prince 1966 栗毛 | Raise a Native              | Raise You                   |                  |
| 父 Majestic Light 1973 鹿毛         | 父の父Majestic Prince 1966 栗毛 | Gay Hostess                 | Royal Charger               | Royal Charger    |
| 父 Majestic Light 1973 鹿毛         | 父の父Majestic Prince 1966 栗毛 | Gay Hostess                 | Your Hostess                |                  |
| 父 Majestic Light 1973 鹿毛         | 父の母Irradiate 1966 芦毛       | Ribot                       | Tenerani                    | Tenerani         |
| 父 Majestic Light 1973 鹿毛         | 父の母Irradiate 1966 芦毛       | Ribot                       | Romanella                   |                  |
| 父 Majestic Light 1973 鹿毛         | 父の母Irradiate 1966 芦毛       | High Voltage                | Ambiorix                    | Ambiorix         |
| 父 Majestic Light 1973 鹿毛         | 父の母Irradiate 1966 芦毛       | High Voltage                | Dynamo                      |                  |
| 母 *デュプリシト Duplicit 1985 鹿毛 | 母の父Danzig 1977 鹿毛          | Northern Dancer             | Nearctic                    | Nearctic         |
| 母 *デュプリシト Duplicit 1985 鹿毛 | 母の父Danzig 1977 鹿毛          | Northern Dancer             | Natalma                     |                  |
| 母 *デュプリシト Duplicit 1985 鹿毛 | 母の父Danzig 1977 鹿毛          | Pas de Nom                  | Admiral's Voyage            | Admiral's Voyage |
| 母 *デュプリシト Duplicit 1985 鹿毛 | 母の父Danzig 1977 鹿毛          | Pas de Nom                  | Petitioner                  |                  |
| 母 *デュプリシト Duplicit 1985 鹿毛 | 母の母Fabulous Fraud 1974 鹿毛  | Le Fabuleux                 | Wild Risk                   | Wild Risk        |
| 母 *デュプリシト Duplicit 1985 鹿毛 | 母の母Fabulous Fraud 1974 鹿毛  | Le Fabuleux                 | Anguar                      |                  |
| 母 *デュプリシト Duplicit 1985 鹿毛 | 母の母Fabulous Fraud 1974 鹿毛  | The Bride                   | Bold Ruler                  | Bold Ruler       |
| 母 *デュプリシト Duplicit 1985 鹿毛 | 母の母Fabulous Fraud 1974 鹿毛  | The Bride                   | Somethingroyal              |                  |
| 母系(F-No.)                         | Somethingroyal系(FN:2-s)        | Somethingroyal系(FN:2-s)    | Somethingroyal系(FN:2-s)    | [ § 3 ]          |
| 5代内の近親交配                     | Native Dancer4×5、Nearco5×5     | Native Dancer4×5、Nearco5×5 | Native Dancer4×5、Nearco5×5 | [ § 4 ]          |
| 出典                                | 1. 2. 3. 4.                     | 1. 2. 3. 4.                 | 1. 2. 3. 4.                 | 1. 2. 3. 4.      |